# Агудус
Агудус (порт. Agudos)  —  муниципалитет в Бразилии, входит в штат Сан-Паулу. Составная часть мезорегиона Бауру. Входит в экономико-статистический  микрорегион Бауру. Население составляет 34 185 человек на 2006 год. Занимает площадь 967,591 км². Плотность населения — 35,3 чел./км².

## История
Город основан в 1898 году.

## Статистика
- Валовой внутренний продукт на 2003 составляет 667.342.838,00 реалов (данные: Бразильский институт географии и статистики).
- Валовой внутренний продукт на душу населения на 2003 составляет 19.977,33 реалов (данные: Бразильский институт географии и статистики).
- Индекс развития человеческого потенциала на 2000 составляет 0,786 (данные: Программа развития ООН).

## География
Климат местности: субтропический.